# سيما زاو

سيما تساو (ولد في 211 ومات في 265) كان جنرالاً عسكرياً وسياسياً ووصيا على العرش في عهد تساو واي في عصر الممالك الثلاث الصينية. والده هو سيما يي وأخوه الأكبر سيما شي وابنه سيما يان والذي أصبح إمبراطوراً فيما بعد.